# Гурцелен
Гурцелен (нем. Gurzelen) — коммуна в Швейцарии, в кантоне Берн. 
До 2009 года входила в состав округа Зефтиген, с 2010 года входит в округ Тун. Население составляет 773 человека (на 31 декабря 2006 года). Официальный код — 0867.